# Open core
Open core (in italiano letteralmente: Nucleo aperto) è un modello di business per la monetizzazione di prodotti commerciali software open source.
Termine coniato da Andrew Lampitt nel 2008, il modello coinvolge primariamente un "cuore" (core) o versione del software con caratteristiche limitate come software libero e open source, e una parte "esterna" in versione commerciale e con software proprietario che fornisce ulteriori funzioni al nucleo centrale del software, o in alternativa l'offerta in aggiunta al software open source del "core" di servizi pagati come supporto tecnico di tipo "premium".
Il concetto di software open core è controverso, molti sviluppatori non considerano questo modello di business come un modello appartenente ai software open source. Malgrado ciò questo modello è usato da un grande numero di società di software open source.